# Nationalpark Caazapá
Der Nationalpark Caazapá, span. Parque nacional Caazapá, ist ein Nationalpark in Paraguay. Dieser liegt im Departamento Caazapá. Der Park wurde durch das Dekret N° N° 32.772
geschaffen und am 26. Februar 1976 als Nationalpark ausgewiesen. Der Begriff Caazapá ist von Ka’aguy jehasapa abgeleitet und bedeutet in Guaraní nach dem Wald. Die Stadt Caazapá ist von Asuncion ca. 230 km entfernt. Rund einen Kilometer vom Zentrums Caazapás entfernt befindet sich eine Felsquelle namens Ykua Bolaños, die selbst in Dürreperioden sprudelt. Die Einwohner der Region betrachten die Felsquelle als Wunder. Früher hieß der Parque Nacional Caaguazú, wurde aber per Gesetz Nº 2583 am 12. Oktober 2015 umbenannt.

## Flora und Fauna
Im Oktober 2020 wurde 70 km² des Waldes durch ein Feuer zerstört.

### Flora
Das Gebiet besteht aus saisonal wassergesättigter halbtrockenen Wald, offenem Wald, Galeriewald, Felsen mit krautiger Vegetation und permanenter hydromorpher Vegetation. Hier findet man Pflanzen wie
Cedrela fissilis, Diatenopteryx sorbifolia, Apuleia leiocarpa, Peltophorum dubium, Nectandra lanceolata, Ocotea puberula, Chrysophyllum gonocarpum, Myrocarpus frondosus, Balfourodendron riedelianum, Cordia trichotoma, Alchornea triplinervia, Cabralea canjerana, Machaerium minutiflorum, Parapiptadenia rígida, Rheedia brasiliensis, Campomanesia xanthocarpa, Cecropia pachystachya, Jacaratia spinosa, Euterpe edulis, Bastardiopsis densiflora, Ficus citrifolia, Citrus aurantium, Lonchocarpus leucanthus und viele weitere Arten.

### Säugetiere
Es wurden mindestens 32 größere Arten im Park gefunden. Unter ihnen sind das Gemeine Weißohropossum, das Neunbinden-Gürteltier, das Sechsbinden-Gürteltier, das Südlicher Tamandua, der Haubenkapuzineraffe, der Schwarze Brüllaffe, der Südamerikanische Nasenbär, der Krabbenwaschbär, der Maikong, die Tayra, die Kleinfleckkatze, der Jaguarundi, das Weißbartpekari, das Halsbandpekari, das Großmazama, der Graumazama, das Azara-Aguti, das Gemeine Meerschweinchen und das Tapeti.

### Vögel
Im Park wurden mindestens 258 Vogelarten entdeckt. So findet man beispielsweise die Bindenruderente, die Weißbrauenweihe, den Eckschwanzsperber, das Zwergsultanshuhn, den Cerrado-Faulvogel, die Capueirawachtel, den Fleckenarassari und den Goldtukan im Park. Ebenso ist der gefährdete Rostflügel-Spatelschnabeltyrann (Platyrinchus leucoryphus), der Zimttinamu, der Scharlachkopfpapagei, der Weißbrauenspecht und der Weißzügel-Laubtyrann im Park präsent.

### Reptilien und Amphibien
Mindestens 11 Reptilien und 4 Amphibien wurden im Park entdeckt. Unter ihnen waren Hypsiboas semiguttatus und Itapotihyla langsdorffii.

### Fische
Zu denen im Park entdeckten Fischarten gehören  Callichthys callichthys, Astyanax bimaculatus, Crenicichla lepidota und Synbranchus marmoratus. Die indigene Bevölkerung ernährt sich dort u. a. von Rahmdia quelem, Synbranchus marmoratum und Astyanax bimaculatus.